# Port lotniczy Bongor
Port lotniczy Bongor – międzynarodowy port lotniczy położony w Bongorze w Czadzie.